# Processo judicial

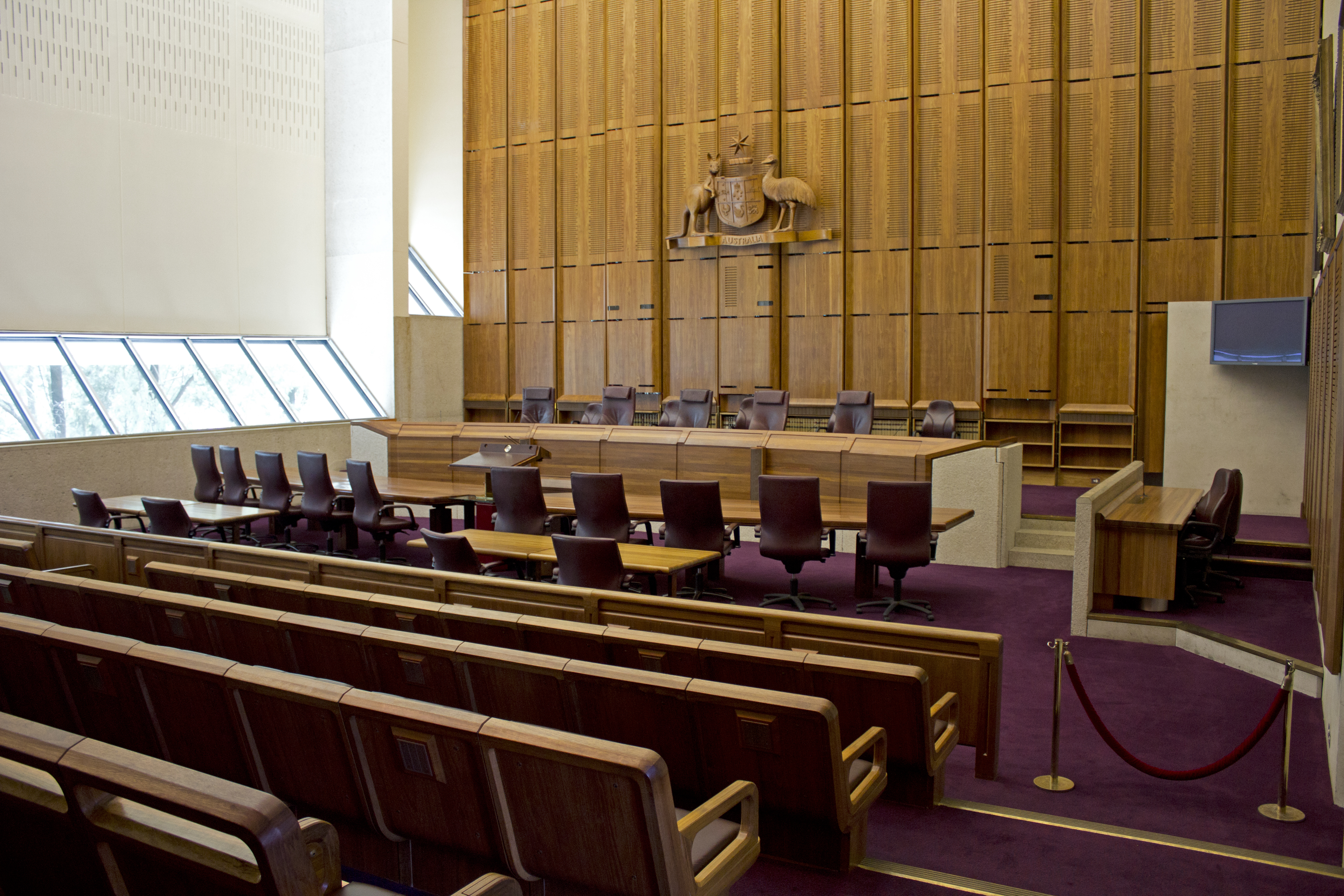
Processos judiciais são comumente associados a tribunais de justiça.

Processo judicial é uma forma sistemática de proceder, necessária ao válido exercício do poder onde,  ao fim, espera-se que um juiz de direito ou tribunal, com regular jurisdição, profira decisões sobre o Direito acerca de uma pessoa ou propriedade.
O processo é assim o conjunto de documentos e peças processuais que, seguindo um rito jurídico pré-estabelecido e uma burocracia predeterminada, possibilitam ao juízo competente determinar uma sentença em sentido amplo. O processo tramita sob a forma de autos, que informalmente, por vezes, também são  referidos como "processo". Os autos são o conjunto de documentos que se ordenam cronologicamente para materializar os atos do procedimento. O processo, por sua vez, se caracteriza pela sua finalidade, qual seja, a jurisdição; é o "instrumento para o legítimo exercício de poder".

## Definição

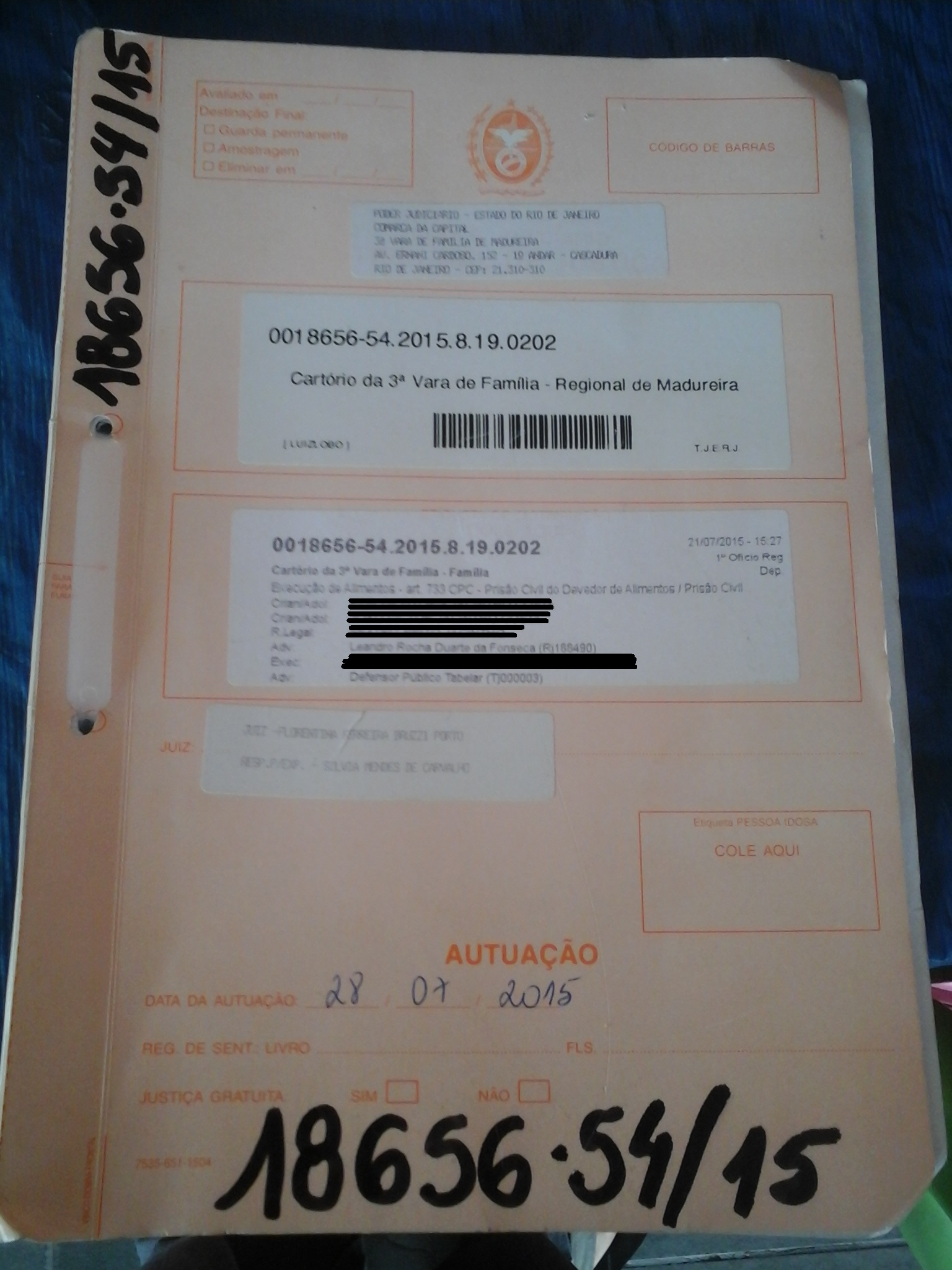
Exemplo de autos processuais físicos do Tribunal de Justiça do Estado do Rio de Janeiro.

O processo judicial é o  instrumento pelo qual se opera a jurisdição, cujos objetivos são eliminar conflitos e fazer justiça por meio da aplicação da Lei ao caso concreto. Pode ser entendido, portanto, como o instrumento, criado e regulamentado pelo direito, para exercício de uma das funções próprias do Estado, no caso a jurisdicional. São pressupostos gerais para a constituição da relação processual (i) uma demanda regularmente formulada, (ii) capacidade de quem a formula, e (iii) presença de um juiz devidamente investido de poderes pelo Estado . Se presentes tais pressupostos, a relação processual será devidamente instaurada, independentemente da validade do direito substancial em questão. Isto caracteriza a autonomia da relação processual em relação ao direito material controvertido.
São três os principais sujeitos do processo: o juiz, o autor e o réu.
O juiz compõe a relação processual como representante do Estado, gerindo a relação processual entre as partes de maneira imparcial e com a função de solucionar a lide e gerar pacificação social. Assim sendo, o juiz deverá ser um terceiro que não possua nenhum interesse no conflito, que conduza o processo segundo as regras e princípios estabelecidos pela ordem jurídica e que permita às partes participarem amplamente e igualmente para a solução da controvérsia.
Autor e réu são sujeitos contrapostos na relação processual e que terão sua esfera de direitos atingida pelo resultado alcançado ao final do processo. O autor é quem dá início à relação processual e o réu é aquele contra quem o processo é  promovido. Suas posições no processo são guiadas por ao menos três princípios básicos: (i) necessidade de haver ao menos duas partes envolvidas em posições contrárias na relação processual; (ii) igualdade de tratamento processual entre as partes; e (iii) contraditório, que garante às partes ciência e possibilidade de atuar no processo em defesa de seus interesses.

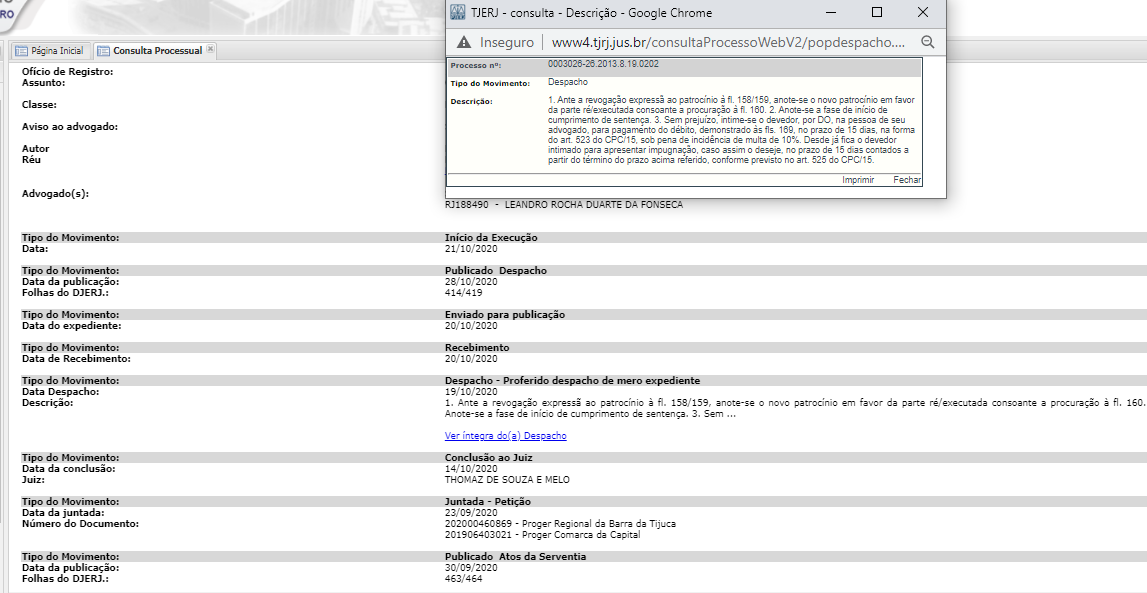
Exemplo de consulta eletrônica de autos processuais físicos do Tribunal de Justiça do Estado do Rio de Janeiro.

É possível haver mais de uma pessoa em um ou em cada lado da relação jurídica processual, hipóses denominada de litisconsórcio. Há o litisconsórcio necessário, caso em que sua existência é essencial para a validade e eficácia do processo e sentença. Há também o litisconsócio unitário, segundo o qual os litisconsortes devem receber exatamente o mesmo tratamento no processo e sentença.
É possível também a participação de terceiros na relação processual para substituir ou para acrescentar a alguma das partes.
Salvo em casos específicos, o advogado é essencial à relação processual. É, em verdade, obrigatório às partes estarem devidamente representadas por um advogado.

## História
Em 1868,  Oskar von Bülow racionalizou e desenvolveu a noção de processo enquanto relação jurídica processual e procedimento, consolidando a autonomia do direito processual em face ao direito material e o conceito de relação jurídica processual, assim reconhecida como uma relação com sujeitos, objeto e pressupostos próprios.
Os sujeitos dessa relação são o juiz, o autor e o réu, ao passo que seu objeto é o próprio serviço jurisdicional que o Estado tem o dever de prestar. Bülow também trata dos pressupostos processuais, que são requisitos para a constituição de uma relação processual valida: (i)  uma demanda regularmente formulada, ou seja, a correta propositura da ação; (ii) capacidade postulatória de quem a formula e (iii) investidura de seu destinatário, ou seja, uma demanda feita perante uma autoridade jurisdicional.

## Por país

### Brasil
No Brasil, a Constituição Federal é a fonte responsável por esboçar seu modelo fundamental, cabendo à legislação ordinária a sua regulamentação. Por intermédio do processo o direito estabelece uma relação de cooperação entre as partes para a consecução de um objetivo comum (solução da controvérsia), segundo a qual as partes estão interligadas por uma série de direitos, faculdades, obrigações, sujeições e ônus. Em casos excepcionais, chamados de jurisdição voluntária, o processo judicial existe sem que ocorra litígio.
O maior acervo de normas processuais ordinárias são o Código de Processo Civil, o Código de Processo Penal, a Consolidação das Leis de Trabalho, o Código de Processo Penal Militar e a Lei dos Juizados Especiais, mas elas podem ser encontradas também em leis extravagantes, constituições estaduais e tratados internacionais. Também são fontes do processo, desde que não confrontem o conteúdo das Leis, os usos, costumes e o negócio jurídico.
Todos os processos judiciais no Direito Brasileiro possuem uma numeração. Com a criação do Conselho Nacional de Justiça, os processos que já possuíam números gerados por tribunais locais, passaram a ter um formato de numeração padronizado.
Durante a década de 2010, os autos físicos, materializados em papel, passaram a ser substituídos pelo Processo eletrônico. O processo eletrônico no Brasil, assim, desde então, vem também sendo regulamentado por leis específicas.

#### Perspectiva metodológica
De fato houve evolução na metodologia de estudo do processo, partindo do sincretismo, passando pela fase autonomista e chegando na instrumentalidade.
Na fase sincretista do processo ele era considerado como mero apêndice do direito material. A ação era vista como o próprio direito subjetivo material, do qual decorreria o direito de obter em juízo a reparação da lesão sofrida.
Na fase autonomista o processo ganha independência em relação ao direito material, tornando-se objeto autônomo de estudo.
Essa  fase metodológica surge de uma forte crítica ao sincretismo perpetrada principalmente por doutrinadores como Bernardo Windcsheid, Teodoro Murther,Oskar Von Bulow, Adolf Wach e James Goldschmit, que especulam sobre a natureza jurídica da ação e acerca da própria natureza jurídica do processo. Esta fase é conhecida como autonomista ou conceitual, em que o processo passa a ser concebido como ciência, com princípios, conceitos, institutos e métodos próprios. Neste momento houve grande avanço no seu desenvolvimento e foram delineados os seus institutos fundamentais, tais como jurisdição e ação.
O desenvolvimento da ciência processual leva também a um questionamento crítico acerca do uso da forma e do afastamento do processo de sua finalidade maior, que é a realização dos escopos jurídicos, políticos e sociais da jurisdição. Identifica-se, portanto, uma terceira fase metodológica do processo, conhecida como instrumentalista. O direito processual é reconhecido por sua autonomia, o que não o exime de cumprir com seu propósito de realização da justiça no caso concreto e justa composição da lide. 
Na fase instrumentalista houve uma ruptura com o formalismo na interpretação do processo, que passa a ser compreendido como instrumento para a consecução de determinados fins, que são a satisfação do direito material e consequente pacificação social.
As discussões e perspectivas acerca da função do processo na sociedade também remetem à identificação, na Constituição Federal, de direitos e garantias  processuais, isto é, elementos processuais constitucionais.
O papel assumido pela Constituição Brasileira de 1988 foi decisivo para a construção do que certos autores denominam de "neoprocessualismo", que consiste em uma visão acerca do processo que reconhece que da lei constitucional deve partir  o exercício de interpretação e de argumentação jurídicas. Por contemplar amplos direitos e garantias fundamentais, os fundamentos materiais e processuais tornaram-se constitucionais, fenômeno chamado de constitucionalização dos direitos infraconstitucionais.
Carlos Alberto de Salles propõe ainda mais uma perspectiva metodológica na interpretação do processo, a instrumentalidade metodológica. Sua nova perspectiva busca radicalizar, mas não romper, com a instrumentalidade acima descrita (classificada por ele como instrumentalidade finalista) de modo a adequar o processo não somente ao direito material, mas também à realidade social na qual está inserido. Isto porque há uma diversidade de situações da realidade fática que não encontram correspondência plena com o direito material.